# Hrvatski nogometni kup 2019-2020
La Hrvatski nogometni kup 2019./20. (coppa croata di calcio 2019-20) fu la ventinovesima edizione della coppa nazionale croata, fu organizzata dalla Federazione calcistica della Croazia ed iniziò nell'agosto 2019 e si sarebbe dovuta concludere nel maggio 2020.
Tutte le competizioni calcistiche in Croazia sono state sospese il 10 marzo 2020 a causa della pandemia del coronavirus. Il 6 maggio 2020 la HNS ha comunicato che le semifinali della coppa (inizialmente previste per il 18 marzo e l'8 aprile) sarebbero state disputate il 30 e 31 maggio, mentre la finale il 1º agosto 2020 (anziché il 13 maggio).
Il detentore era il Rijeka, che in questa edizione si ripeté: fu il suo sesto titolo nella competizione, la sua ottava coppa nazionale contando anche le due della Coppa di Jugoslavia.
La vittoria diede ai fiumani la qualificazione alla UEFA Europa League 2020-2021.
La Dinamo Zagabria, vincitrice del campionato, venne eliminata ai quarti di finale.

## Formula e partecipanti
Alla competizione partecipano le migliori squadre delle divisioni superiori, con la formula dell'eliminazione diretta, tutti i turni sono disputati in gara unica.
Al turno preliminare accedono le squadre provenienti dalle  Županijski kupovi (le coppe regionali): le 21 vincitrici più le finaliste delle 11 coppe col maggior numero di partecipanti.
Le prime 16 squadre del ranking quinquennale di coppa (63 punti alla vincitrice della coppa, 31 alla finalista, 15 alle semifinaliste, 7 a quelle che hanno raggiunto i quarti, 3 a quelle eliminate agli ottavi, 1 se eliminate ai sedicesimi) sono ammesse di diritto ai sedicesimi di finale.

### Ammesse di diritto ai sedicesimi di finale
Le prime 16 squadre (coi punti) del ranking 2013-2018 entrano di diritto nei sedicesimi della Coppa 2019-20 :
- 1 Dinamo Zagabria (251 punti)
- 2 Rijeka (171)
- 3 Hajduk Spalato (75)
- 4 Slaven Belupo (59)
- 5 RNK Spalato (47)
- 6 Osijek (39)
- 7 Lokomotiva Zagabria (36)
- 8 Istria 1961 (35)
- 9 Inter Zaprešić (29)
- 10 Zara (21)
- 11 Cibalia (15)
- 12 Vinogradar (15)
- 13 NK Zagabria (15)
- 14 Sebenico (13)
- 14 Novigrad (12)
- 16 Rudeš (10)

### Le finali regionali
Le Županijski kupovi (le coppe regionali) 2018-2019 hanno qualificato le 32 squadre (segnate in giallo) che partecipano al turno preliminare della Coppa di Croazia 2019-20. Si qualificano le 21 vincitrici più le finaliste delle 11 coppe col più alto numero di partecipanti.
| Zona                                    | Regione                       | Vincitore           | Finalista       | Risultato     |
| OVEST                                   |                               |                     |                 |               |
| --------------------------------------- | ----------------------------- | ------------------- | --------------- | ------------- |
| OVEST                                   | Regione istriana              | Buje                | Jadran Parenzo  | 2–2 (4-3 dtr) |
| OVEST                                   | Regione litoraneo-montana     | Opatija             | Grobničan Čavle | 2–1           |
| OVEST                                   | Regione della Lika e di Segna | Nehaj Senj          | Croatia 92      | 7–0           |
| CENTRO                                  |                               |                     |                 |               |
| Città di Zagabria                       | Maksimir                      | Sesvete             | 5–2             |               |
| Regione di Zagabria                     | Kurilovec                     | HNK Gorica          | 2–2 (5-4 dtr)   |               |
| Regione di Krapina e dello Zagorje      | Zagorec                       | Golubovec           | 2–0             |               |
| Regione di Karlovac                     | Karlovac                      | Duga Resa           | 1–0             |               |
| Regione di Sisak e della Moslavina      | Segesta                       | Mladost Petrinja    | 2–1             |               |
| NORD                                    |                               |                     |                 |               |
| Regione di Virovitica e della Podravina | Papuk Orahovica               | Suhopolje           | 1–1 e 5–0       |               |
| Regione di Koprivnica e Križevci        | Mladost Kloštar Podravski     | Borac Imbriovec     | 2–1             |               |
| Regione del Međimurje                   | Međimurje                     | Nedelišće           | 6–1 e 6–1       |               |
| Regione di Varaždin                     | Varaždin                      | Bednja Beletinec    | 4–0 e 3–1       |               |
| Regione di Bjelovar e della Bilogora    | Bjelovar                      | Dinamo Predavac     | 4–2             |               |
| EST                                     |                               |                     |                 |               |
| Regione di Osijek e della Baranja       | Belišće                       | BSK Bijelo Brdo     | 1–1 (5-3 dtr)   |               |
| Regione di Vukovar e della Sirmia       | Slavonac Komletinci           | Vuteks Sloga        | 1–0             |               |
| Regione di Požega e della Slavonia      | Slavonija Požega              | Slavija Pleternica  | 2–1             |               |
| Regione di Brod e della Posavina        | Oriolik Oriovac               | Sloga Nova Gradiška | 5–0             |               |
| SUD                                     |                               |                     |                 |               |
| Regione zaratina                        | Primorac Biograd              | Velebit Benkovac    | 7–0             |               |
| Regione di Sebenico e Tenin             | Zagora Unešić                 | DOŠK Drniš          | 0–0 (4-3 dtr)   |               |
| Regione spalatino-dalmata               | Hrvace                        | Solin               | 1–1 (5-4 dtr)   |               |
| Regione raguseo-narentana               | Jadran Ploče                  | Konavljanin Čilipi  | 2–0             |               |

### Riepilogo
| turno d'entrata | 1ª Divisione 1.HNL                                                                                        | 2ª Divisione 2.HNL                                                                      | 3ª Divisione 3.HNL | 4ª Divisione (livello interregionale)                                                                                    | 5ª Divisione 1.ŽNL (1º livello regionale)                                          |
| --------------- | --- | --------------------------------------------------------------------------------------- | --- | --- | ---------------------------------------------------------------------------------- |
| dai 16esimi     | Dinamo Zagabria Hajduk Spalato Inter Zaprešić Istria 1961 Lokomotiva Zagabria Osijek Rijeka Slaven Belupo | Cibalia Rudeš Sebenico                                                                  | Novigrad RNK Spalato Vinogradar Zara | NK Zagabria |                                                                                    |
| dal preliminare | HNK Gorica Varaždin                                                                                       | BSK Bijelo Brdo Međimurje                                                               | Belišće Bjelovar Hrvace Jadran Ploče Jadran Parenzo Kurilovec Maksimir Mladost Petrinja Nehaj Senj Opatija Oriolik Oriovac Papuk Orahovica Primorac Biograd Slavonija Požega Sloga Nova Gradiška Vuteks Sloga Zagora Unešić Zagorec | Bednja Beletinec Buje Dinamo Predavac Karlovac Mladost Kloštar Podravski Nedelišće Segesta Slavonac Komletinci Suhopolje | Borac Imbriovec                                                                    |
| non qualificate | nessuna                                                                                                   | Croatia Zmijavci Dubrava Dugopolje Hrvatski Dragovoljac Kustosija Orijent Sesvete Solin | le altre 50 squadre | tutte le altre squadre                                                                                                   | tutte le altre squadre                                                             |
| Note            | Le seconde squadre (Dinamo II, Hajduk II, etc) non possono partecipare alla coppa.                        | Le seconde squadre (Dinamo II, Hajduk II, etc) non possono partecipare alla coppa.      | Le seconde squadre (Dinamo II, Hajduk II, etc) non possono partecipare alla coppa. | Le seconde squadre (Dinamo II, Hajduk II, etc) non possono partecipare alla coppa.                                       | Le seconde squadre (Dinamo II, Hajduk II, etc) non possono partecipare alla coppa. |

### Calendario
| Turno                | Data                          | Numero gare | Squadre | Entrano in questo turno                                                |
| -------------------- | ----------------------------- | ----------- | ------- | ---------------------------------------------------------------------- |
| Turno preliminare    | 29 agosto 2019                | 16          | 48 → 32 | Vincitrici delle 21 coppe regionali 11 finaliste delle coppe regionali |
| Sedicesimi di finale | 25 settembre 2019             | 16          | 32 → 16 | Le migliori 16 del ranking                                             |
| Ottavi di finale     | 30 ottobre 2019               | 8           | 16 → 8  | Nessuna                                                                |
| Quarti di finale     | 4 dicembre 2019               | 4           | 8 → 4   | Nessuna                                                                |
| Semifinali           | 18 marzo 2020 30 maggio 2020  | 4           | 4 → 2   | Nessuna                                                                |
| Finale               | 13 maggio 2020 1º agosto 2020 | 1           | 2 → 1   | Nessuna                                                                |

## Turno preliminare
Il sorteggio del turno preliminare si è tenuto il 30 luglio 2019.
| Squadra 1                 | Risultato             | Squadra 2           |
| ------------------------- | --------------------- | ------------------- |
| 14 agosto 2019            |                       |                     |
| Suhopolje                 | 2 – 6                 | Oriolik Oriovac     |
| 27 agosto 2019            |                       |                     |
| Hrvace                    | 3 – 1                 | Segesta             |
| 28 agosto 2019            |                       |                     |
| Bednja Beletinec          | 1 – 2 (dts)           | Vuteks Sloga        |
| Belišće                   | 0 – 0 (dts) (4-2 dtr) | Jadran Ploče        |
| Bjelovar                  | 0 – 3                 | Opatija             |
| Dinamo Predavac           | 1 – 3 (dts)           | Kurilovec           |
| Borac Imbriovec           | 1 – 3                 | Jadran Parenzo      |
| Mladost Kloštar Podravski | 1 – 4                 | Sloga Nova Gradiška |
| Slavonac Komletinci       | 2 – 2 (dts) (3-4 dtr) | Buje                |
| Maksimir                  | 2 – 6                 | Varaždin            |
| Mladost Petrinja          | 3 – 0                 | Međimurje           |
| Nedelišće                 | 0 – 2                 | Slavonija Požega    |
| Nehaj Senj                | 0 – 2                 | Karlovac            |
| Primorac Biograd          | 1 – 3                 | BSK Bijelo Brdo     |
| Zagora Unešić             | 5 – 1                 | Papuk Orahovica     |
| HNK Gorica                | 10 – 0                | Zagorec             |

## Sedicesimi di finale
Gli accoppiamenti vengono eseguiti automaticamente attraverso il ranking del momento (32ª–1ª, 31ª–2ª, 30ª–3ª, etc) sono stati comunicati il 30 agosto 2019.

La graduatoria è la seguente: 1-Dinamo, 2-Rijeka, 3-Hajduk, 4-Slaven Belupo, 5-RNK Spalato, 6-Osijek, 7-Lokomotiva, 8-Inter Zaprešić, 9-Istra 1961, 10-Vinogradar, 11-Zadar, 12-Šibenik, 13-Cibalia, 14-Zagreb, 15-Rudeš, 16-Novigrad, 17-Opatija, 18-Varaždin, 19-Gorica, 20-BSK B.Brdo, 21-Slavonija Požega, 22-Zagora, 23-Sloga NG, 24-Kurilovec, 25-Jadran Poreč, 26-Oriolik, 27-Vuteks Sloga, 28-Belišće, 29-Hrvace, 30-Mladost Petrinja, 31-Buje e 32-Karlovac.

La partita Buje-Rijeka, in programma il 25 settembre, è stata rinviata per campo impraticabile.
| Squadra 1           | Risultato   | Squadra 2           |
| ------------------- | ----------- | ------------------- |
| 24 settembre 2019   |             |                     |
| Hrvace              | 1 – 2       | Slaven Belupo       |
| Karlovac            | 0 – 7       | Dinamo Zagabria     |
| Oriolik Oriovac     | 0 – 3       | Lokomotiva Zagabria |
| Vuteks Sloga        | 0 – 8       | Osijek              |
| 25 settembre 2019   |             |                     |
| Belišće             | 3 – 1 (dts) | RNK Spalato         |
| BSK Bijelo Brdo     | 1 – 0       | Cibalia             |
| Mladost Petrinja    | 0 – 2       | Hajduk Spalato      |
| Opatija             | 3 – 1       | Novigrad            |
| Jadran Parenzo      | 3 – 7       | Inter Zaprešić      |
| Slavonija Požega    | 1 – 5       | Sebenico            |
| Sloga Nova Gradiška | 1 – 2       | Vinogradar          |
| Kurilovec           | 2 – 3 (dts) | Istria 1961         |
| Zagora Unešić       | 1 – 2 (dts) | Zara                |
| HNK Gorica          | 8 – 0       | NK Zagabria         |
| Varaždin            | 4 – 2       | Rudeš               |
| 1º ottobre 2019     |             |                     |
| Buje                | 0 – 11      | Rijeka              |

## Ottavi di finale
Gli accoppiamenti vengono eseguiti automaticamente attraverso il ranking del momento (16ª–1ª, 15ª–2ª, 14ª–3ª, etc) e vengono comunicati il 3 ottobre 2019.
| Squadra 1       | Risultato | Squadra 2           |
| --------------- | --------- | ------------------- |
| 23 ottobre 2019 |           |                     |
| Zara            | 0 – 3     | Osijek              |
| 30 ottobre 2019 |           |                     |
| BSK Bijelo Brdo | 0 – 2     | Slaven Belupo       |
| Sebenico        | 2 – 1     | Belišće             |
| Vinogradar      | 0 – 3     | Lokomotiva Zagabria |
| Istria 1961     | 1 – 2     | Inter Zaprešić      |
| HNK Gorica      | 2 – 1     | Hajduk Spalato      |
| Opatija         | 0 – 3     | Dinamo Zagabria     |
| Varaždin        | 1 – 2     | Rijeka              |

## Quarti di finale
Il sorteggio dei quarti di finale è stato eseguito il 4 novembre 2019.

| Squadra 1       | Risultato | Squadra 2           |
| --------------- | --------- | ------------------- |
| 3 dicembre 2019 |           |                     |
| Sebenico        | 0 – 4     | Lokomotiva Zagabria |
| 4 dicembre 2019 |           |                     |
| Inter Zaprešić  | 0 – 2     | Osijek              |
| HNK Gorica      | 1 – 2     | Slaven Belupo       |
| 5 febbraio 2020 |           |                     |
| Rijeka          | 1 – 0     | Dinamo Zagabria     |

## Semifinali
Il sorteggio delle semifinali è stato eseguito il 9 dicembre 2019. Le due gare vengono disputate a porte chiuse a causa della pandemia del coronavirus.

| Squadra 1      | Risultato | Squadra 2           |
| -------------- | --------- | ------------------- |
| 30 maggio 2020 |           |                     |
| Slaven Belupo  | 1 – 3     | Lokomotiva Zagabria |
| 31 maggio 2020 |           |                     |
| Rijeka         | 3 – 2     | Osijek              |

## Finale
Il 10 dicembre 2019, la HNS comunica che la sede della finale è lo Stadio Šubićevac di Sebenico e la data è il 13 maggio 2020. A causa della pandemia del coronavirus la data viene spostata al 1º agosto.
| Arbitro: | Pejin (Donji Miholjac) |

|               |           |  |
| Halilović 76’ | Marcatori |  |

| Rijeka | Lokomotiva |

|                 |    |                     |  |       |
|                 |    |                     |  |       |
| P               | 25 | Ivor Pandur         |  |       |
| D               | 14 | Darko Velkovski     |  |       |
| D               | 4  | Nino Galović        |  |       |
| D               | 26 | João Escoval        |  |       |
| C               | 2  | Filip Braut         |  |       |
| C               | 10 | Domagoj Pavičić     |  | 89’   |
| C               | 44 | Stjepan Lončar      |  |       |
| C               | 8  | Tibor Halilović     |  |       |
| C               | 24 | Daniel Štefulj      |  | 90+5’ |
| A               | 19 | Franko Andrijašević |  | 46’   |
| A               | 17 | Antonio Čolak       |  |       |
| A disposizione: |    |                     |  |       |
| P               | 1  | David Nwolokor      |  |       |
| P               | 32 | Andrej Prskalo      |  |       |
| D               | 3  | Niko Galešić        |  |       |
| D               | 27 | Ivan Tomečak        |  | 90+5’ |
| D               | 29 | Momčilo Raspopović  |  |       |
| D               | 31 | Luka Capan          |  | 89’   |
| C               | 6  | Ivan Lepinjica      |  | 46’   |
| C               | 40 | Jasmin Čeliković    |  |       |
| A               | 7  | Robert Murić        |  |       |
| A               | 11 | Sterling Yateke     |  |       |
| A               | 30 | Dani Iglesias       |  |       |
| Allenatore:     |    |                     |  |       |
| Simon Rožman    |    |                     |  |       |

|                 |    |                   |  |     |
|                 |    |                   |  |     |
| P               | 13 | Ivo Grbić         |  |     |
| D               | 26 | Fran Karačić      |  |     |
| D               | 6  | Dominik Kovačić   |  |     |
| D               | 20 | Denis Kolinger    |  |     |
| D               | 11 | Ivan Čeliković    |  | 85’ |
| D               | 8  | Oliver Petrak     |  | 77’ |
| C               | 16 | Jon Mersinaj      |  | 78’ |
| C               | 18 | Enis Çokaj        |  | 71’ |
| C               | 24 | Marko Tolić       |  |     |
| A               | 22 | Lirim Kastrati    |  |     |
| A               | 7  | Myrto Uzuni       |  |     |
| A disposizione: |    |                   |  |     |
| P               | 12 | Krunoslav Hendija |  |     |
| D               | 14 | Nikola Pejović    |  |     |
| D               | 29 | Petar Gluhakovic  |  |     |
| D               | 3  | Stipo Marković    |  | 85’ |
| C               | 10 | Sammir            |  | 77’ |
| C               | 23 | Kristijan Jakić   |  | 71’ |
| C               | 28 | Dino Halilović    |  |     |
| C               | 4  | Frane Vojković    |  |     |
| A               | 15 | Josip Majić       |  |     |
| A               | 17 | Indrit Tuci       |  |     |
| A               | 5  | Đorđe Rakić       |  |     |
| A               | 9  | Mario Budimir     |  | 78’ |
| Allenatore:     |    |                   |  |     |
| Goran Tomić     |    |                   |  |     |

## Marcatori
| Pos. | Giocatore        | Squadra             | Reti |
| ---- | ---------------- | ------------------- | ---- |
| 1    | Justin Mathieu   | HNK Gorica          | 5    |
| 1    | Łukasz Zwoliński | HNK Gorica          | 5    |
| 3    | Drago Gabrić     | Zagora Unešić       | 4    |
| 3    | Dominik Glavina  | Varaždin            | 4    |
| 3    | Antonio Mance    | Osijek              | 4    |
| 3    | Vice Miljanić    | Jadran Parenzo      | 4    |
| 3    | Cherif Ndiaye    | HNK Gorica          | 4    |
| 8    | Antonio Čolak    | Rijeka              | 3    |
| 8    | Domagoj Drožđek  | Lokomotiva Zagabria | 3    |
| 8    | Mario Gavranović | Dinamo Zagabria     | 3    |
| 8    | Goran Jurić      | Oriolik Oriovac     | 3    |
| 8    | Damian Kądzior   | Dinamo Zagabria     | 3    |
| 8    | Patrik Mijić     | Oriolik Oriovac     | 3    |
| 8    | Josip Mitrović   | Inter Zaprešić      | 3    |